# 薩拉里奧橋

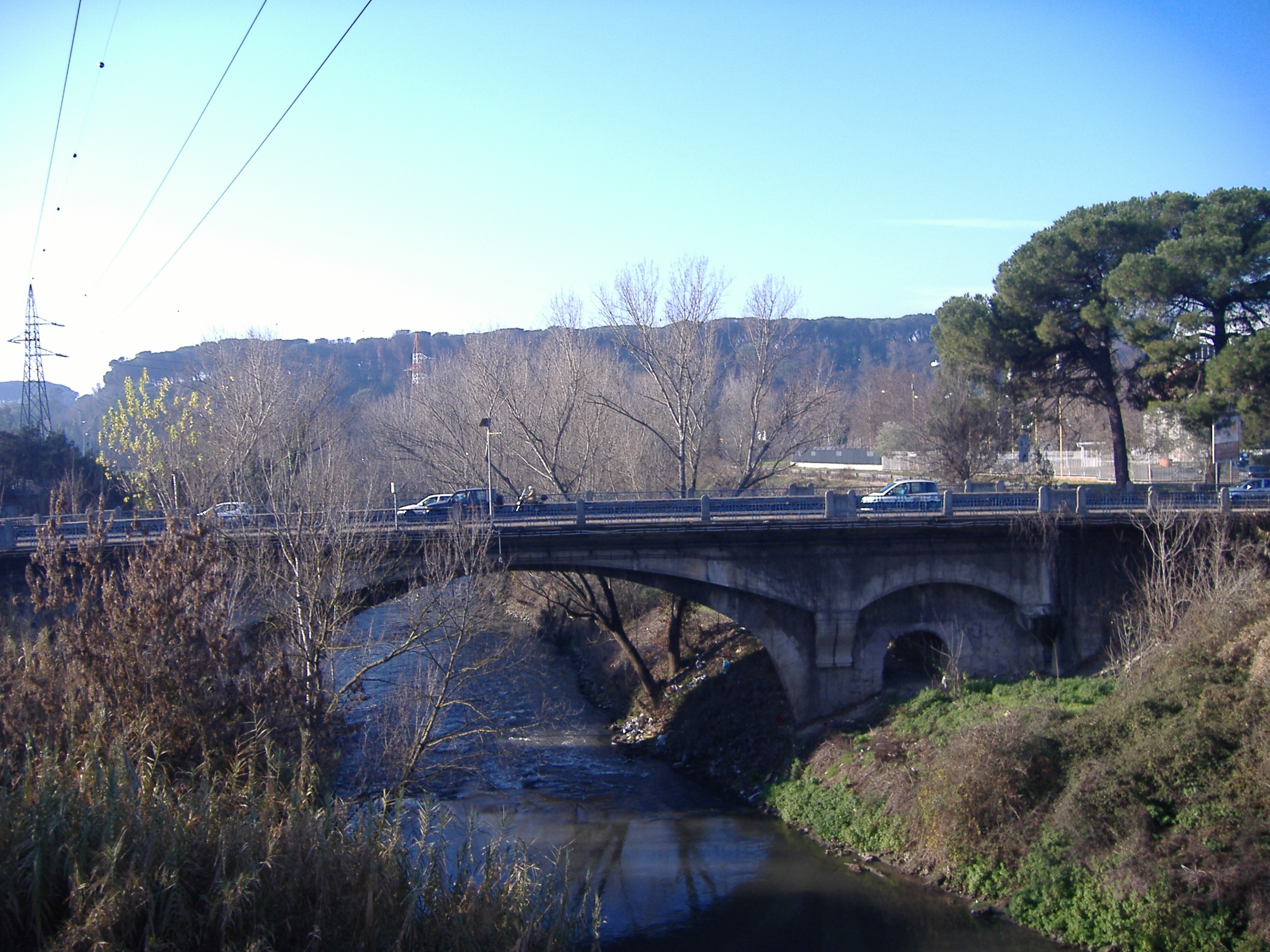

薩拉里奧橋（Ponte Salario）是義大利羅馬的一座公路橋。這座橋樑的歷史可以追溯至羅馬帝國時期。當時這座橋樑位於科麗納門以北3公里處，地處萨拉里亚道和阿涅內河的交叉處。橋樑的側拱部分就是西元前1世紀建築殘留的部分。 

## 外部連結
维基共享资源上的相關多媒體資源：薩拉里奧橋
- Illustrated article （页面存档备份，存于） at Romeartlover
- Structurae数据库中Ponte Salario的数据